# دوري جرينلاند لكرة القدم 2005
دوري جرينلاند لكرة القدم 2005 هو موسم من دوري جرينلاند لكرة القدم. فاز فيه Boldklubben af 1967 ‏.